# Куика
Куика е музикален перкусионен инструмент от групата на фрикционните идиофони. Инструментът има бразилски произход и за него се казва, че е „типичният глас на самбата“.
Представлява цилиндричен метален (понякога дървен) корпус с опъната кожа в единия си край. През центъра на кожата минава бамбукова пръчка, която изпълнителят трие с влажно парче плат или влажна ръка, за да произведе характерния за куиката висок, пронизителен звук.